# Clàssic femení de Vienne Nouvelle-Aquitaine
El Clàssic femení de Vienne Nouvelle-Aquitaine (en francès Classic Féminine de Vienne Nouvelle-Aquitaine) és una cursa ciclista d'un dia, de categoria femenina, que es disputa per les carreteres de Nova Aquitània (França). La cursa es creà el 2007 i forma part de la Copa de França de ciclisme.
Gràcies a l'èxit de la cursa, a partir del 2016 es va crear una nova cursa anomenada La Picto-Charentaise que es disputa abans de l'última etapa del Tour de Poitou-Charentes.

## Palmarès
| Any  | Vencedora               | Segona                  | Tercera            |
| ---- | ----------------------- | ----------------------- | ------------------ |
| 2007 | Émilie Blanquefort      | Edwige Pitel            | Isabelle Ramès     |
| 2008 | Leda Cox                | Magalie Finot-Laivier   | Emmanuelle Merlot  |
| 2009 | Svetlana Boubnenkova    | Giuseppina Grassi       | Béatrice Thomas    |
| 2010 | Ludivine Loze           | Gabriela Slamova        | Siobhan Horgan     |
| 2011 | Pascale Jeuland         | Mélanie Bravard         | Élodie Hegoburu    |
| 2012 | Audrey Cordon           | Aude Biannic            | Fiona Dutriaux     |
| 2013 | Audrey Cordon           | Roxane Fournier         | Oriane Chaumet     |
| 2014 | Audrey Cordon           | Roxane Fournier         | Mélodie Lesueur    |
| 2015 | Charlotte Bravard       | Fanny Leleu             | Laura Asencio      |
| 2016 | Aude Biannic            | Maéva Paret-Peintre     | Fanny Riberot      |
| 2017 | Eugénie Duval           | Coralie Demay           | Annabelle Dreville |
| 2018 | Camille Devi            | Gladys Verhulst         | Marine Quiniou     |
| 2019 | Clara Copponi           | Gladys Verhulst         | Marine Quiniou     |
| 2020 | Valentine Fortin        | Séverine Eraud          | Margot Pompanon    |
| 2021 | Valentine Fortin        | Marie-Morgane Le Deunff | Maëva Squiban      |
| 2022 | Marie-Morgane Le Deunff | Lara Lallemant          | Chloé Charpentier  |
| 2023 | Julia Aubry             | Anaïs Morichon          | Titia Ryo          |
| 2024 | Justine Gegu            | Océane Goergen          | Élisa Lemétayer    |